# 鄂西香茶菜
鄂西香茶菜（学名：Isodon henryi）为唇形科香茶菜属下的一个种。